# Fortalezas Marinas Maunsell

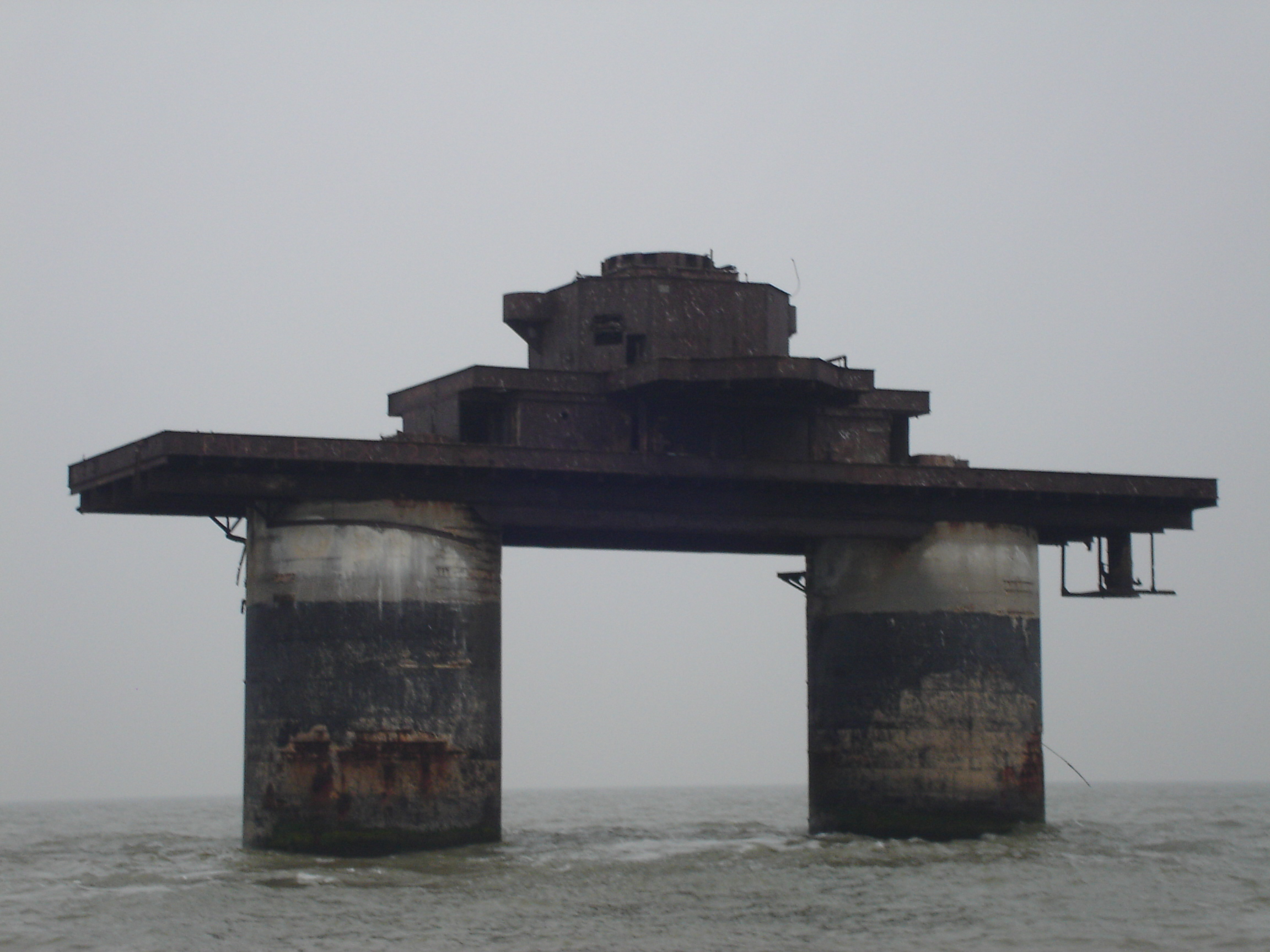
Fortaleza marina de Knock John.

Las Fortalezas Marinas Maunsell eran pequeñas torres fortificadas que se construyeron durante la Segunda Guerra Mundial para la defensa del Reino Unido. Estaban emplazadas en los estuarios de los ríos Támesis (región de Londres) y Mersey (región de Liverpool). Fueron bautizadas así por su diseñador, Guy Maunsell. Tras retirarlas del servicio a finales de la década de 1950, se destinaron a otras actividades, e incluso una de ellas se convirtió en la autoproclamada micronación de Sealand.

## Fuertes de la Marina

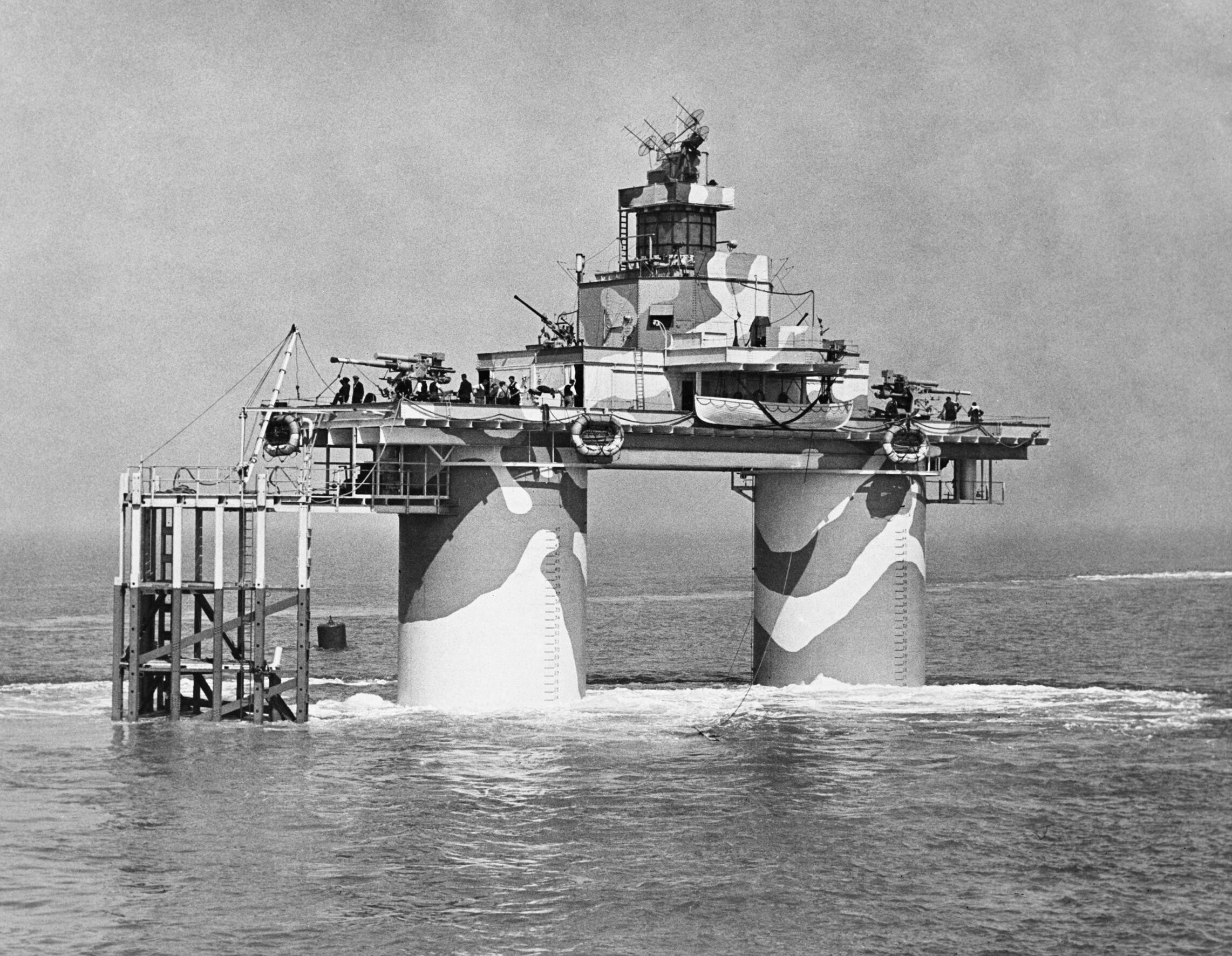
Imagen de un fuerte en la Segunda Guerra Mundial, cuando estaban operativos.

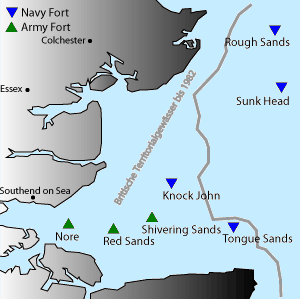
Localización de los fuertes del estuario del Támesis (al sureste de Inglaterra).

Estos fuertes eran operados por la Royal Navy y tenían como misión detener y avisar de cualquier intento alemán de colocar minas marinas mediante aviones en los estratégicos estuarios de los ríos Támesis y Mersey. Eran cuatro:
- Rough Sands (HM Fort Roughs) (U1)
- Sunk Head (U2)
- Tongue Sands (U3)
- Knock John (U4)

Etapas de la colocación de una fortaleza naval.

El diseño era una construcción de hormigón, una barcaza pontón con dos torres cilíndricas en cuya parte superior se instalaban dos cañones de 3,75 pulgadas y dos cañones antiaéreos Bofors de 40 mm. Se construían en diques secos y se montaban como unidades completas. Entonces eran dotadas —las tripulaciones subían a bordo al mismo tiempo para familiarizarse con los equipos— antes de que fuesen remolcadas y ancladas en los bancos de arena fijados en 1942.
Además de su labor de obstaculizar las incursiones aéreas alemanas, los fuertes también ampliaban la cobertura de los radares en el estuario del Támesis, permitiendo a la Royal Navy localizar las posiciones de las minas marinas colocadas por los alemanes y así evitarlas.
El diseño de la fortaleza naval fue el último de los que Maunsell había ideado como respuesta a las peticiones del Almirantazgo. Inicialmente se consideró la instalación de fortalezas en el canal de la Mancha capaces de enfrentarse a naves enemigas.

## Fuertes del ejército

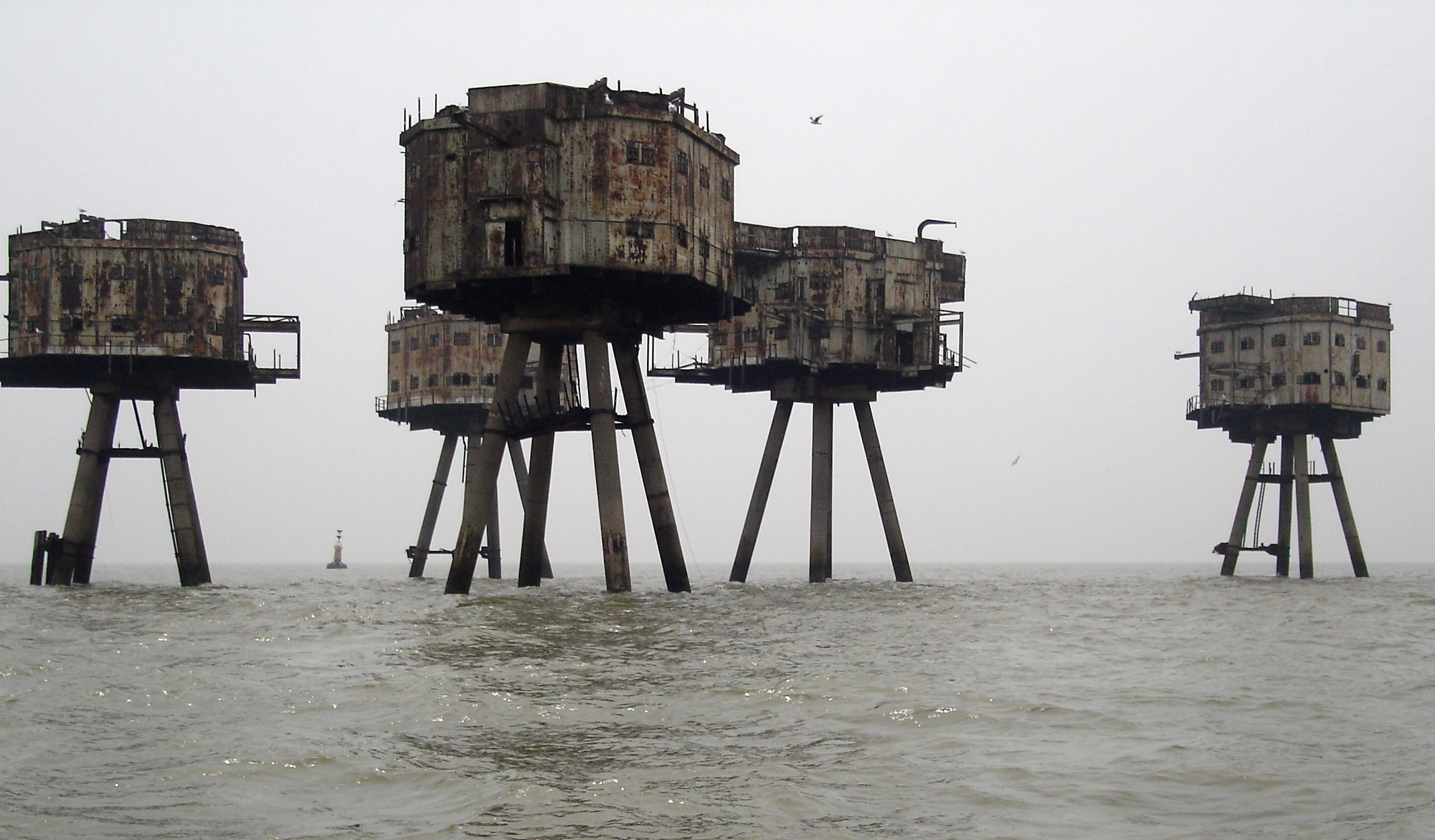
Fuerte Maunsell del ejército.

Maunsell también diseñó fuertes para la defensa antiaérea. Estos eran unas instalaciones mayores que comprendían siete plataformas de acero interconectadas entre sí, cinco dispuestas en semicírculo alrededor de una plataforma central que hacía las veces de centro de control y residencia del personal. La séptima estaba localizada en el exterior del semicírculo y estaba dotada de un foco.
Tres de estos fuertes fueron instalados en el río Mersey. Otros tres se colocaron en el estuario del Támesis:
- Nore (U5)
- Red Sands (U6)
- Shivering Sands (U7).

Cada uno de estos fuertes antiaéreos disponía de cuatro cañones QF de 3,75 pulgadas y dos cañones Bofors de 40 mm. Durante la guerra, los fuertes derribaron 22 aviones y alrededor de 30 bombas volantes. El Ministerio de Defensa los retiró de servicio a finales de la década de 1950.

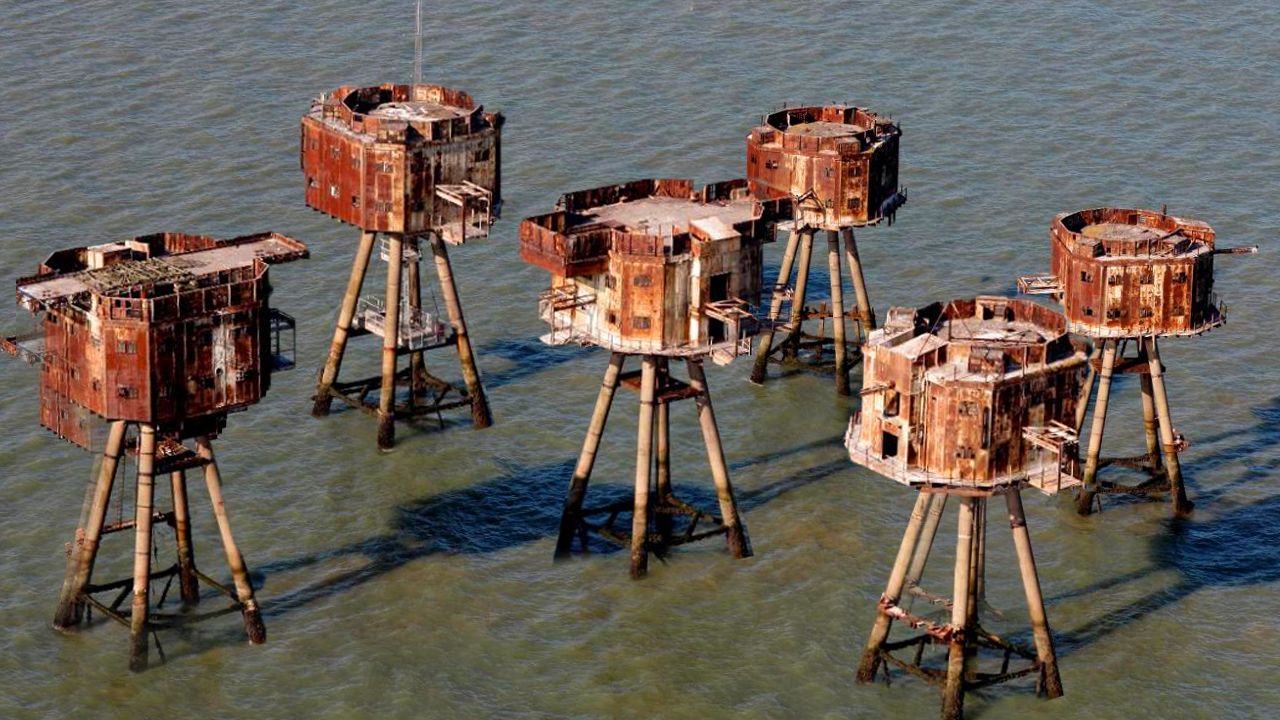

## Historia
En 1953 el fuerte Nore del ejército resultó seriamente dañado al colisionar contra el barco noruego Baalbeck, resultando destruidas dos de las torres, falleciendo cuatro civiles y resultando destruidos cañones, equipos de radar y suministros. Los restos se consideraron un riesgo para la navegación, así que fueron desmantelados entre 1959-60. Partes de las bases del fuerte Cliffe fueron remolcadas hasta tierra, en el muelle Alpha cerca de la ciudad de Cliffe, donde hasta hoy (2006) permanecen fácilmente visibles.
Una de las torres de Shivering Sands se perdió en 1963 después de que un barco colisionara con ella. En 1964 la Autoridad Portuaria de Londres colocó equipos para monitorizar los vientos y las mareas en la torre en la que se ubicaba el foco y que estaba aislada del resto de las instalaciones desde el accidente. Estos datos se envían a tierra a través de un enlace de radio.
A mediados de la década de 1960, varios fuertes fueron reocupados por emisoras piratas de radio.
En 1964, pocos meses después de que Radio Caroline iniciara sus emisiones, Screaming Lord Sutch puso en marcha Radio Sutch en una de las torres de Shivering Sands. Sutch se aburrió pronto del proyecto y vendió la emisora a su mánager Reginald Calvert, quien renombró la estación como Radio City y se expandió ocupando las cinco torres que aún permanecían interconectadas. La muerte de Calvert durante una disputa sobre la propiedad de la emisora (se consideró defensa propia, más que asesinato) contribuyó a que el gobierno aprobara en 1967 una legislación contra los piratas.
Durante la época de las emisoras piratas, la Autoridad Portuaria de Londres se quejaba de frecuentes problemas en sus enlaces de radio debido a las emisiones de la cercana Radio City.
El fuerte de Red Sands también fue ocupado por Radio Invicta, renombrada posteriormente KING Radio, antes Ted Allbeury la había convertido en una emisora más similar a una emisora profesional de estilo easy listening llamada Radio 390, ya que la longitud de onda en la que transmitía era aproximadamente 390 metros. El episodio "Not-so-Jolly Roger" de Danger Man fue filmado parcialmente en Redsands y en los créditos finales agradece la colaboración de Radio 390.

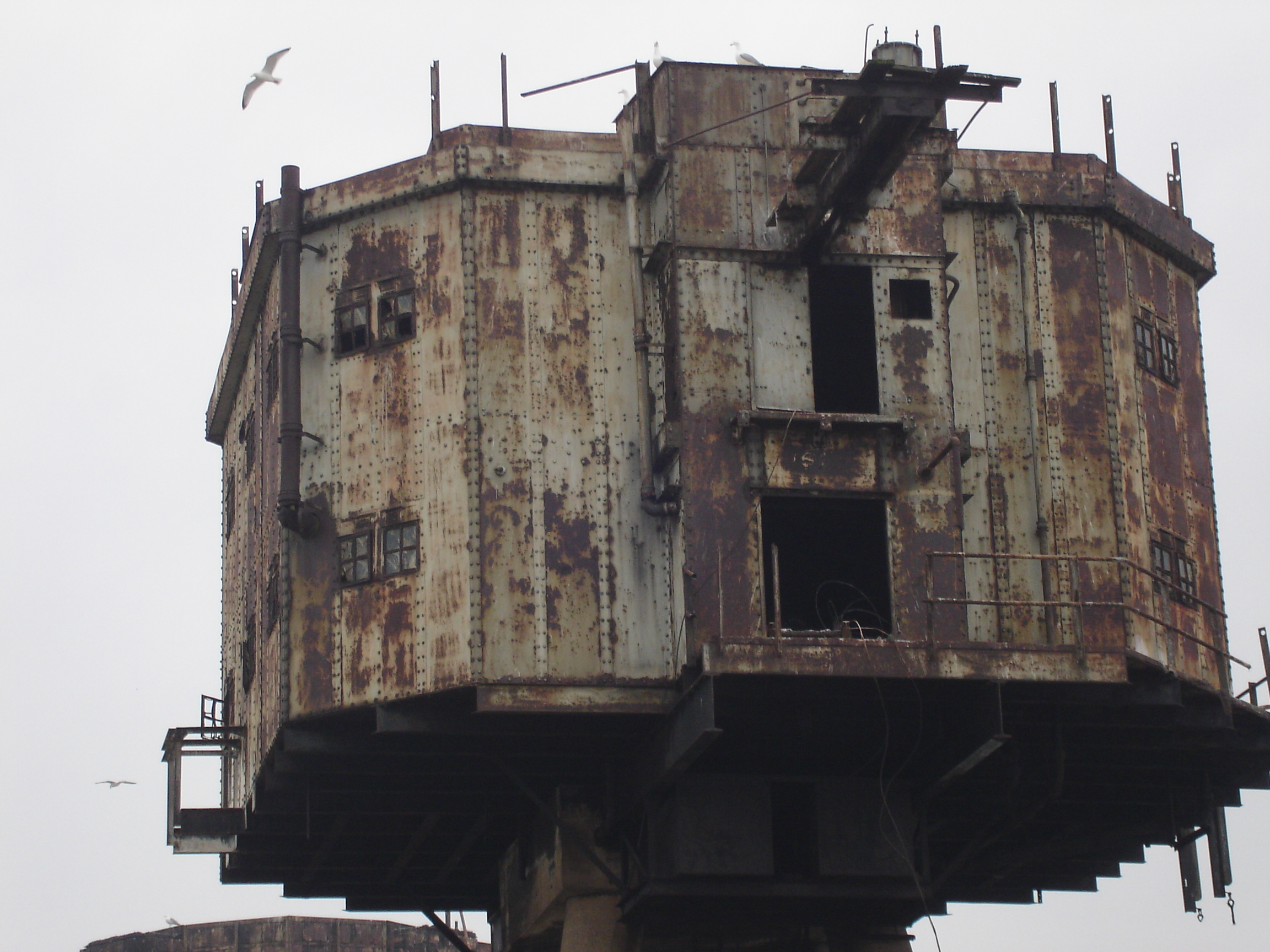
Una de las torres del fuerte.

Las dimensiones de los fuertes del ejército los hace ideales como plataformas para antenas de radio, ya que es posible colocar una gran antena en la torre central, usando el resto de las torres como lugar para las demás instalaciones necesarias. 
Un pequeño grupo de entusiastas de la radio pusieron en marcha Radio Tower en el fuerte naval de Sunk Head, pero la emisora tenía un presupuesto limitadísimo, poquísimo alcance y estuvo en funcionamiento unos pocos meses. Los anuncios de la compañía afirmando que pretendía poner en marcha una emisora de televisión nunca fueron creíbles.
Paddy Roy Bates ocupó el fuerte naval de Knock John y puso en marcha Radio Essex, más tarde renombrada BBMS —Britain's Better Music Station— pero más conocido por sus actividades una vez que abandonó la emisora pirata. Él mismo, o alguna otra persona en su representación, ha vivido en Roughs Tower desde 1964, convirtiendo la torre en el Sealand.
Sunk Head fue destruida por los Royal Engineers a finales de la década de 1960. Tongue Fort se derrumbó durante una tormenta en 1996. 
Algunos barcos visitan en ocasiones los fuertes que siguen en pie, y un consorcio llamado Project Redsands está planeando conservar los fuertes del ejército de Redsand.
En agosto y septiembre de 2005 el artista Stephen Turner pasó seis semanas viviendo solo en la torre del foco del fuerte de Shivering Sands, en lo que él llamó «una exploración artística del aislamiento, investigando cómo la experiencia de uno mismo sobre el tiempo cambia en el aislamiento y lo que la contemplación creativa significa en un contexto del siglo XXI».